# Recoules-de-Fumas
Recoules-de-Fumas är en kommun i departementet Lozère i regionen Occitanien i södra Frankrike. Kommunen ligger i kantonen Marvejols som tillhör arrondissementet Mende. År 2022 hade Recoules-de-Fumas 99 invånare.

## Befolkningsutveckling
Antalet invånare i kommunen Recoules-de-Fumas
| Referens: INSEE |